# Spiochaetopterus sesokoensis
Spiochaetopterus sesokoensis är en ringmaskart som beskrevs av Nishi och Bhaud 2000. Spiochaetopterus sesokoensis ingår i släktet Spiochaetopterus och familjen Chaetopteridae. Inga underarter finns listade i Catalogue of Life.